# Canterlot
Canterlot es una ciudad ficticia de la franquicia ficticia de My Little Pony. Es la ciudad capital del reino de Equestria, y el centro cultural, económico, político y social del mismo, ya que es donde reside la realeza, y donde se llevan a cabo importantes eventos como la Gran Gala del Galope.

## Etimología
El nombre Canterlot es una contracción de las palabras inglesas canter (medio galope), y Camelot, un reino inglés de las leyendas arturianas.

## Desarrollo
Para crear Canterlot, con su castillo enclavado en una ladera de la montaña, Lauren Faust tomó como inspiración Minas Tirith del Señor de los Anillos. La inspiración de Ted Anderson y Agnes Garbowska para la antigua Canterlot fue la Antigua Roma.
De acuerdo con Lauren Faust, Canterlot fue originalmente llamada "Canterbury", como la ciudad inglesa, y el nombre "Canterlot" fue sugerido por su esposo Craig McCracken.

## Historia
Las colinas de Canterlot son mencionadas en The Journal of the Two Sisters. La construcción inicial de Canterlot es tratada en My Little Pony: Legends of Magic Issue #3; la construcción de la ciudad de Canterlot es descrita ligeramente en el capítulo Twilight Sparkle: Teacher for a Day. La antigua Canterlot es mencionada en My Little Pony: FIENDship is Magic Issue #3, y Canterlot durante la juventud de Granny Smith es descrita ligeramente en un cameo en Family Appreciation Day.

## Localización
Canterlot está construida en la ladera de una montaña muy alta que oculta a Ponyville. Twilight Sparkle y Spike recorren la distancia entre los dos lugares en poco tiempo, viajando en una carroza voladora tirada por dos guardias pegasos reales en el capítulo Friendship is Magic, parte 1. La Princesa Celestia viaja de la misma manera en Swarm of the Century, y en Sweet and Elite. Las amigas de Rarity cabalgan para ir de Ponyville a Canterlot en un día. En MMMystery on the Friendship Express, Pinkie Pie y sus amigas viajan de Ponyville a Canterlot en tren en un viaje nocturno. Los cimientos de Canterlot, los cuales se extienden desde la montaña, son visibles desde Ponyville.

## Población
La siguiente es una lista de algunos habitantes destacados de Canterlot:
- Chase Palomino
- Coriander Cumin
- Fancy Pants
- Hoity Toity
- Jet Set
- Joe
- Kibitz
- Lemon Hearts
- Lyra Heartstrings (anteriormente)
- Minuette
- Moon Dancer
- Night Light
- Príncipe Blueblood
- Princesa Cadance (anteriormente)
- Princesa Celestia (anteriormente)
- Princesa Luna (anteriormente)
- Professor Gully Trotter
- Saffron Masala
- Sapphire Shores
- Sassy Saddles
- Shining Armor (anteriormente)
- Spike (en el futuro)
- Sunset Shimmer (anteriormente)
- Tempest Shadow (anteriormente)
- Twilight Sparkle (en el futuro)
- Trixie (anteriormente)
- Twilight Velvet
- Twinkleshine
- Upper Crust
- Zesty Gourmand

## Economía
De igual manera, en Canterlot se encuentran numerosos negocios variados, atendidos por unicornios.

### BoutiqueLo Mejor de lo Mejor
Hoity Toity menciona su Boutique Lo Mejor de lo Mejor en Suited For Success; cuando pide 6 docenas de vestidos de Rarity para venderlas en su boutique en Canterlot

### Tienda de donas de Joe
La tienda de donas de Joe aparece por primera vez al final del capítulo The Best Night Ever. Spike, quien no puede disfrutar la Gran Gala del Galope con sus amigas, sumergió su tristeza en donas y chocolate caliente antes de que las Mane Six llegaran. En Amending Fences, Twilight, Minuette, Lemon Hearts, y Twinkleshine comparten dulces entre ellas en la tienda de donas.

### Pastelería y tés de Cinnamon Chai
Un café en espacio abierto apareció por primera vez en Sweet and Elite cuando Rarity almuerza con su gata Opalescence. El mismo café aparece en A Friend in Deed durante un cameo, en It's About Time, en A Canterlot Wedding - Part 1, en The Crystal Empire - Part 1 durante una canción (The Failure Song), en One Bad Apple durante Babs Seed, y en Magical Mystery Cure durante Life in Equestria. El lugar es poseído y administrado por Cinnamon Chai. Su mayor atracción es un pastel de cereza y chocolate.

### Galería de arte
Una galería de arte, propiedad de Silver Frames aparece ligeramente en Sweet and Elite durante la canción Becoming Popular (The Pony Everypony Should Know). A petición de Silver Frames, Rarity atiende la apertura de la galería con mucha atención.

### Casa de subastas
Una casa de subastas, propiedad de Golden Gavel aparece ligeramente en Sweet and Elite durante la canción Becoming Popular (The Pony Everypony Should Know). A petición de Golden Gavel, Rarity atiende una subasta de caridad con mucha atención.

### Tienda de curiosidades
Al comienzo del episodio Magic Duel, Trixie galopa a través de un callejón y entra a una tienda de curiosidades, donde ella convence al tendero de venderle el Amuleto de Alicornio por un saco de monedas. El lugar no tiene nombre en el capítulo.

### Casa de los Cómics Encantados
La Casa de los Cómics Encantados es mencionada en Power Ponies como la tienda donde Spike compra un cómic Power Ponis mágico.

### Restaurante
Un restaurante sin nombre aparece en Amending Fences cuando Twilight, Spike, Moon Dancer, Minuette, Lemon Hearts y Twinkleshine cenan juntos.

### Canterlot Carousel
Canterlot Carousel, la sucursal en Canterlot del Carousel Boutique de Rarity, aparece por primera vez en Canterlot Boutique. Rarity lanza su línea de ropa "Royal Regalia" ahí y contrata a Sassy Saddles como administradora de la tienda. La boutique también aparece en Rarity Investigates! y Forever Filly.

### Restaurant Row
Restaurant Row es una calle en Canterlot que aparece en Spice Up Your Life. Está constituido por numerosos restaurantes, muchos de los cuales han sido puntuados por el sistema de puntuaciones de tres cascos de Zesty Gourmand, y descrito por Rarity como "en absoluto el mejor lugar para una cena fina en toda Equestria". Algunos restaurantes ubicados en esa calle incluyen The Smoked Oat y The Bake Stop.

### The Tasty Treat
The Tasty Treat es inicialmente un restaurante que aparece en Spice Up Your Life. Es propiedad de Coriander Cumin y Saffron Masala, y en él sirven platillos exóticos. Cuando Rarity y Pinkie Pie son citadas por el Cutie Map para reslover un problema de la amistad. The Tasty Treat es ligeramente ajustada para servir la misma comida como otros restaurantes en Restaurant Row, pero Coriander y Saffron le devuelven su estado original al final del episodio.

## Infraestructura
La ciudad aloja numerosas construcciones de marfil con espirales doradas y muchas cascadas y ríos corriendo entre ellas.

### Torre de Twilight Sparkle
El hogar original de Twilight Sparkle y Spike aparece por primera vez em el capítulo Friendship is Magic, part 1. Es un desván en la parte superior de una torre alta donde Twilight guarda múltiples estantes valiosos con libros y material de referencia, así como un gran reloj de arena. En el capítulo Amending Fences, Twilight le da a Moon Dancer la llave de la torre y le permite la entrada libre.

### Castillo de Canterlot
El castillo de Canterlot es el palacio donde la princesa Celestia y la princesa Luna viven y gobiernan Equestria, figurando por primera vez en The Best Night Ever. Consiste en, al menos, el cuarto del trono, un gran salón de baile, una cocina, un observatorio astronómico, y el salón ceremonial Pony Princess Wedding Castle.

### Torre de Canterlot
La Torre de Canterlot aparece por primera vez en The Return of Harmony Part 1 como el lugar donde los Elementos de la Armonía son guardados en Keep Calm and Flutter On. Cuando la princesa Celestia le asignó a las Mane Six usar los Elementos en Discord, ella usa su cuerno para desbloquear la torre y devolver los elementos, pero Discord ya los había robado. La torre aparece de nuevo en A Canterlot Wedding - Part 2 cuando las Mane Six trataron de alcanzar los Elementos y usarlos en Queen Chrysalis and the changelings, pero un gran enjambre de changelings bloquea su camino. 

### Escuela de magia para Unicornios superdotados
La escuela de magia para Unicornios superdotados aparece por primera vez en un cameo en The Cutie Mark Chronicles, donde Twilight Sparkle comenzó sus estudios con la princesa Celestia. Otros estudiantes notables de la escuela incluyen a Sunset Shimmer, Trixie, Moon Dancer, Lemon Hearts, Minuette, Twinkleshine, y Lyra Heartstrings. En el juego desarrollado por Gameloft, Sunset Shimmer, Rotten Apple, y S06E08 Unnamed Unicorn Stallion #3 viven en la Escuela de Canterlot para Unicornios.

### Biblioteca de la Magia
La Biblioteca de la Magia de Canterlot es mencionado por primera vez en Luna Eclipsed y figura por primera vez en Amending Fences. De acuerdo con Twilight en el episodio anterior, Star Swirl the Bearded tiene un estante en la biblioteca llamado como él.

### Estadio de Canterlot
El Estadio de Canterlot aparece en Sweet and Elite durante el Wonderbolts Derby, en Rarity Investigates!, y en Parental Glideance. Es un estadio que consiste en tres secciones de bancas, y una sección privada que ofrece una vista de todo el estadio, y un montón de nubes que forman una pista de carreras.

### Casa de la ópera de Canterlot
La Casa de la ópera de Canterlot es descrita ligeramente en Sweet and Elite' durante la canción Becoming Popular (The Pony Everypony Should Know). Rarity atiende una ópera compuesta por Lyrica Lilac en el episodio.

### Estación de tren
La estación de tren figura por primera vez en Hearth's Warming Eve; las Mane Six toman el Expreso de la Amistad para participar en la Noche de los corazones cálidos. La estación también figura en The Last Roundup, It's About Time, MMMystery on the Friendship Express, A Canterlot Wedding - Part 1, material promocional, The Crystal Empire - Part 1, Magical Mystery Cure, Princess Twilight Sparkle - Part 1, Canterlot Boutique, y el especial de My Little Pony Holiday.

#### Café
El puesto de café de la estación de tren fue introducido en el especial de My Little Pony Holiday. Es atendido por Cuppa Joe.

### Teatro de Canterlot
El Teatro de Canterlot aparece en Hearth's Warming Eve y sirve como el salón para la ceremonia de los Corazones Cálidos. El teatro también figura en el capítulo Rarity Investigates!.

### Los Archivos de Canterlot
Los Archivos de Canterlot aparecen en It's About Time; Twilight habla primero acerca de los Archivos por su propio futuro. Cerca del final del episodio, Twilight, Pinkie Pie, y Spike estornudan en los Archivos de Star Swirl the Bearded Wing, donde Twilight usa un hechizo de viaje en el tiempo para regresar en el tiempo y darle un mensaje a su persona del pasado.

### Casa de Shining Armor
La casa de Shining Armor aparece ligeramente en A Canterlot Wedding - Part 1 cuando Twilight lo visita en la tarde antes de su boda con la Princesa Cadance. Él posee varias herramientas de los guardias reales, incluyendo un saco de armas y un traje de caballero pony.

### Cavernas de cristal
En A Canterlot Wedding - Part 2, se revela que hay un sistema de cavernas extenso debajo de Canterlot que ha sido minado por sus gemas preciosas por unicornios codiciosos hasta que la mina se agotó, de acuerdo con Queen Chrysalis. El sistema de cavernas tiene una carrito, y una vía de tren que corre a través de la caverna. Chrysalis usa las cavernas para encerrar a Twilight y Cadance, pero ellos finalmente escapan.

### Estudio de baile
En For Whom the Sweetie Belle Toils, Sapphire Shores y sus bailarines de reserva usan el estudio de baile para ensayar para el próximo tour de Sapphire por toda Equestria.

## Cultura
El evento social más importante de Canterlot es la Gran Gala del Galope, un baile real que toma lugar en el castillo de Canterlot y atendido solo por ponis selectos, lo cual es mencionado en The Ticket Master y Suited For Success, y figura en The Best Night Ever y Make New Friends por Keep Discord.
Otro evento de la alta sociedad es la Fiesta de Jardín de Canterlot, que también se celebra en los jardines del castillo. Figura en Sweet and Elite, es un evento muy exclusivo, de acuerdo con Rarity, seguido solo por la Gran Gala del Galope. En Hearth's Warming Eve, una ceremonia que representa la fundación de Equestria. En la premier de la temporada 4, Canterlot toma lugar la Celebración del Verano. La Feria de Magia de Canterlot toma lugar en la revista Signature My Little Pony, cómic Daring friends and the missing story!
Otros eventos en Canterlot incluyen el Wonderbolts Derby en Sweet and Elite, el Rodeo de Equestria en The Last Roundup, la Competición Nacional del Postre en MMMystery on the Friendship Express, y la Gran Cumbre de los Ponis de Equestria en Princess Spike.

## Apariciones
Canterlot ha aparecido en múltiples obras de la franquicia My Little Pony: Friendship Is Magic, y My Little Pony: Equestria Girls:

### Equestria Girls: Friendship Games
En My Little Pony Equestria Girls: Friendship Games, algunos edificios de Canterlot aparecen en un gran hoyo en la oscuridad causada por Midnight Sparkle.

### My Little Pony The Movie
En el largometraje, los Mane Six se preparan para el Festival de la Amistad de Canterlot.
En la película, Canterlot está recibiendo un rediseño y expansión, especialmente el área que rodea el castillo. 

### Libro de cuentos
El libro Adventures in Canterlot, Festival of Friendship, protagoniza una competición en Canterlot. De acuerdo a la precuela del capítulo del libro My Little Pony The Movie, The Stormy Road to Canterlot, El subordinado de Storm King, Tempest Shadow, originalmente vivía en Canterlot.

### Software
Canterlot aparece en el juego Flash en línea Castle Creator.